# Доля (фільм)
Доля (англ. Fate) — американський трилер 2003 року.

## Синопсис
У похмурому мегаполісі, просякнутому духом злочинності та безкарності, бувалі детективи Коді Мартін і Чіпріан Рейнс розслідують вбивство, яке навіть їх дивує своєю витонченістю. Вбивця не залишив слідів, і тільки загадковий вислів із Біблії поряд з трупом вказує на те, що поліція має справу з небезпечним психопатом. Незабаром у місті відбуваються п'ять зухвалих викрадень, і коли поліція виявляє спотворені трупи з новими біблійними цитатами, стає ясно, що маніяк розігрує перед детективами криваву виставу з моторошним фіналом. Мартін і Рейнс впевнені, що лише зрозумівши його сенс, вони зможуть вийти на вбивцю. Їх єдина зачіпка — рідкісне захворювання крові у всіх загиблих.

## У ролях
- Майкл Паре — детектив Коді Мартін
- Лі Мейджорс[en] — Оскар Оджер
- Філіпп Майкл Томас — детектив Чіпріан Рейнс
- Темі Шеффілд[en] — Кетрін Воллерс
- Ейс Круз — Майк Мансала
- Анжеліка Мечел — лаборант
- Жермен Джексон — Tracker
- Кейт Барбер — сестра викраденої дівчини
- Міна Боктор — Мірад
- Вірджинія Боровіц — Брітні
- Дуейн Бойд — клієнт бару
- Тамара Чандлер — Марла Марі
- Майкл Г. Коул — патологоанатом
- Дженніфер Коспер — жінка
- Індія Коспер — дівчина
- Коді Гендерсон — Лі Енн Корбін
- Гізер Гоґан — Жозефіна Тейлор
- Керолін Мак
- Джиммі Марріот — Тоні
- Аллен Паркер — п'яний
- Том Петска — детектив Кемерон
- Рон Клінтон Сміт — командир спецназу
- Кіт Волкер — детектив Грейді